# Čtyři dohody (divadelní představení)
Divadelní představení Čtyři dohody je volně inspirováno knihou Miguela Ruize Čtyři dohody v překladu Viktora Faktora. 
Představení je postaveno na monologu Jaroslava Duška, který prochází postupně všechny čtyři dohody a vyjadřuje se k dětství, výchově a vzdělávání, mezilidským vztahům, životním situacím a paradoxům dnešní společnosti, které srovnává s toltéckým pohledem na svět. Mluvené slovo hudebně doprovází Pjér la Šé'z (kytara, baskytara, zpěv), který je autorem doprovodných písní, a Alan Vitouš/Zdeněk Konopásek (bicí, perkuse). Představení mělo premiéru 17. dubna 2004. Pravidelně se hraje v pražském klubu Lávka. 
Výprava: Radka Kalabisová, scéna a osvětlení: Viktor Zborník.
V květnu 2006 byla dvě divadelní představení zaznamenána  a v roce 2013 byl tento filmový záznam vydán na DVD, doplněný o soukromé rodinné filmové archivy tvůrců. Režisérkou záznamu je Olga Špátová.